# My Bloody Valentine 3D
My Bloody Valentine 3D ist ein Horrorfilm aus dem Jahr 2009 und eine Neuverfilmung des Slasher-Films Blutiger Valentinstag. Die Hauptrollen spielen Jensen Ackles und Jaime King.

## Inhalt
Am Valentinstag wird das kleine, gläubige Bergbaustädtchen Harmony von einer Tragödie heimgesucht. In der nahen Mine ereignet sich eine Explosion, ausgelöst durch eine Unachtsamkeit Tom Hannigers, dem Sohn des Minenbesitzers. Die Kumpel werden lange Zeit verschüttet. Nach der Rettung wird klar, dass der Bergmann Harry Warden alle anderen mit einer Spitzhacke getötet hat, um die verbliebene Luft für sich selbst zu haben. Er kann schwer verletzt gerettet werden, ist jedoch im Koma.
Die Handlung des Filmes setzt exakt ein Jahr später ein: Harry Warden erwacht aus dem Koma, die Bilder des Geschehens in der Mine noch im Gedächtnis. Mit brutaler Gewalt richtet er ein Massaker im Krankenhaus an, wobei er zahlreiche Menschen tötet, einigen das Herz herausreißt und mit dem Blut seiner Opfer Herzen an Wände und Spiegel malt. Daraufhin verlässt er das Krankenhaus und kehrt zurück zu seiner alten Mine, in der gerade eine Valentinstag-Party unter Jugendlichen stattfindet. Unter den Gästen befinden sich Tom Hanniger, Sarah, Axel und Irene. Axel und Irene sind ein Paar und warten auf Tom und Sarah, die ebenfalls zusammen sind. Gemeinsam wollen sie die Party im Stollen betreten, doch Tom vergisst etwas und läuft zurück zum Auto. Als Sarah etwas später in den Stollen geht, muss sie entsetzt feststellen, dass der Boden übersät ist mit grausam zugerichteten Leichen. Der Mörder Harry Warden, in Bergmannskluft mit Gasmaske und Stirnlampe sowie mit einer Spitzhacke bewaffnet, wütet unter den Jugendlichen. Nach kurzer Zeit trifft die Polizei ein, und ein Officer schießt den Amokläufer an, der gerade im Begriff war, Tom zu töten, und daraufhin in der Mine verschwindet. Die vier Jugendlichen überleben das Massaker.
Zehn Jahre später – am Valentinstag – kehrt Tom, der die grausame Tat noch immer nicht überwunden hat, überraschend in die Stadt zurück. Tom möchte die Mine, die er von seinem kürzlich verstorbenen Vater geerbt hat, verkaufen, was in der Stadt auf erheblichen Widerstand stößt. Er war nach dem Blutbad in der Mine spurlos verschwunden und brach damit Sarahs Herz, die inzwischen Axel geheiratet hat. Axel – mittlerweile der Sheriff von Harmony – hat aber eine Affäre mit Megan, die zudem von ihm schwanger ist. Kaum ist Tom zurückgekehrt, beginnt der Albtraum von Neuem: Nach und nach werden zahlreiche Einwohner Harmonys von dem maskierten Mörder hingerichtet, wobei die Spitzhacke stets als Mordwaffe dient. Es trifft unter anderem die Polizisten, die zehn Jahre zuvor Harry Warden in der Mine stellten, sowie Axels Affäre Megan. Sarah kann dem Mörder in einem Supermarkt nur knapp entkommen. Die Einwohner von Harmony halten den eigentlich totgeglaubten Harry Warden für den Killer und geben Tom die Schuld an dessen erneuten Mordzug. Es stellt sich jedoch heraus, dass Harry nicht der Mörder sein kann, da dieser vor zehn Jahren von den Polizisten gelyncht wurde. Axel – der Tom verdächtigt und Angst hat, dass Tom ihm seine Frau ausspannt – und Tom unterstellen sich gegenseitig, die Morde in Harrys Tradition zu begehen. Schließlich kommt es in der Mine zum Showdown, als Sarah sich entscheiden muss, wen der beiden sie für den Mörder hält. Sein Gesicht war bei sämtlichen Morden von der Maske bedeckt, so dass niemand weiß, wer tatsächlich in der Bergmannskleidung steckt.
Es wird klar, dass Tom der Mörder ist, als er sich plötzlich einbildet, Harry Warden zu sehen, und Sarah auffordert, ihn zu erschießen. In einer Rückblende erfährt man, dass Tom sieben Jahre in einer psychiatrischen Klinik verbracht hat, da Harry Warden seit jenem Moment in der Mine in seinem Körper weiterlebt. Tom schlüpft immer wieder in die Rolle Harry Wardens und tötet mit seiner Kleidung und der Spitzhacke, ohne sich dessen bewusst zu sein. Er greift Axel an, der mit seinen Verdächtigungen gegen Tom von Anfang an richtig lag, und es kommt zu einer Explosion in der Mine, die Tom verschüttet.
Als die Rettungskräfte den scheinbar leblosen Tom bergen wollen, kann dieser mit letzter Kraft einen der Retter töten, dessen Ausrüstung stehlen und sich aus der Mine davonmachen. Während Axel den Behörden versichert, Tom sei in der Mine ums Leben gekommen, sieht man diesen aus der Mine humpeln und verschwinden.

## Kritiken
„‚My Bloody Valentine 3D‘ ist reinstes Unterhaltungskino ohne zusätzlichen Schnickschnack oder doppelte Böden, das seine Stärken konsequent ausspielt und seine Schwächen geschickt unter einem Blutschwall verbirgt.“

## Sonstiges
- „My Bloody Valentine 3D“ ist der erste Horrorfilm, der in 4k-Auflösung in 3D gedreht wurde.[2] Dabei kommt die Real-D-Technik zum Einsatz. Die meisten Bilder gehen in die Tiefe hinter der Leinwand hinein, seltener treten aber auch Objekte (z. B. der Lauf einer Schrotflinte) aus der Leinwand heraus oder fliegen auf den Betrachter zu (etwa eine geworfene Spitzhacke).
- Es existiert eine Version in 2D und in 3D. Auf Video-DVD und Blu-ray Disc befinden sich beide Versionen. Die 3D-Version kann mithilfe einer Grün/Magenta-Brille betrachtet werden.
- Am 3. Februar 2011 erschien eine (gekürzte) Neuauflage in 3D auf Blu-ray-Disc für geeignete 3D-fähige Abspiel- und Ausgabegeräte.
- Bei einem Budget von etwa 15 Millionen US-Dollar spielte der Film allein in den USA mehr als 50 Millionen Dollar und weltweit etwa 100 Millionen Dollar ein; Der Film gilt somit als großer finanzieller Erfolg.[3][4]
- Der ungekürzte Film erhielt fürs Kino von der FSK keine Jugendfreigabe, was eine schwere Jugendgefährdung und strafrechtliche Bedenklichkeit (z. B. durch Gewaltdarstellung) ausschließt. Für Heimkinoauswertungen gelten härtere Richtlinien und so erhielt dieselbe Fassung keine FSK-Freigabe. Die Juristenkommission der SPIO hielt – anders als die FSK – den Film zwar für eine schwere Jugendgefährdung, aber weiterhin für strafrechtlich unbedenklich. Die Bundesprüfstelle sah schließlich auch letzteres anders und setzte den Film im Juli 2012 auf Listenteil B. Nach Prüfung der Staatsanwaltschaft kam man nun zu dem Entschluss, dass der Film keine strafrechtliche Relevanz aufweist. Der Film bleibt jedoch weiterhin auf Liste A indiziert.[5]